# HD 129116
HD 129116は、ケンタウルス座の北東部に位置している連星系である。HD 129116という名称はヘンリー・ドレイパーカタログにおけるもので、バイエル符号におけるケンタウルス座b星（英語: b Centauri）という名称でも知られている。見かけの明るさは4等級で、肉眼ではかすかに観測することができ、青白く光って見える。ガイア計画による年周視差測定の結果に基づくと、地球からは約330光年離れており、絶対等級は約-1等級となる。HD 129116は93%の確率でさそり–ケンタウルス座アソシエーションと呼ばれるアソシエーションに属すると考えられている。
ケンタウルス座b星は2つの恒星が非常に近接している連星系で、主星は「ケンタウルス座b星A」、伴星は「ケンタウルス座b星B」と呼ばれる。主星Aの特性は比較的容易に調べることができるが、主星より暗く、非常に近接している伴星Bはほとんどの観測施設では観測することができない。視線速度の変化が観測されていることから、伴星Bは主星Aに動的な影響を及ぼしているとみられているが、その詳細については分かっていない。ケンタウルス座b星の全体のスペクトル分類はB3V型のB型主系列星で、水素による核融合反応でエネルギーを生成している状態である。いくつかの測光システムではこのスペクトル分類の「標準星」として扱われており、見かけの明るさの変光はしていないとみられている。形成されてから約1800万年が経過していると推定されていて、少なくとも主星Aは自転速度が速く、射影された自転速度は129 km/sに達している。主星Aの質量は太陽の6.3倍、半径は2.9倍であるとされる。光球から放射される光度は637倍に及び、その光球の有効温度は 18,445 K に達している。2つの恒星を合わせた合計質量は最大で太陽の10倍であると考えられている。

## 惑星系

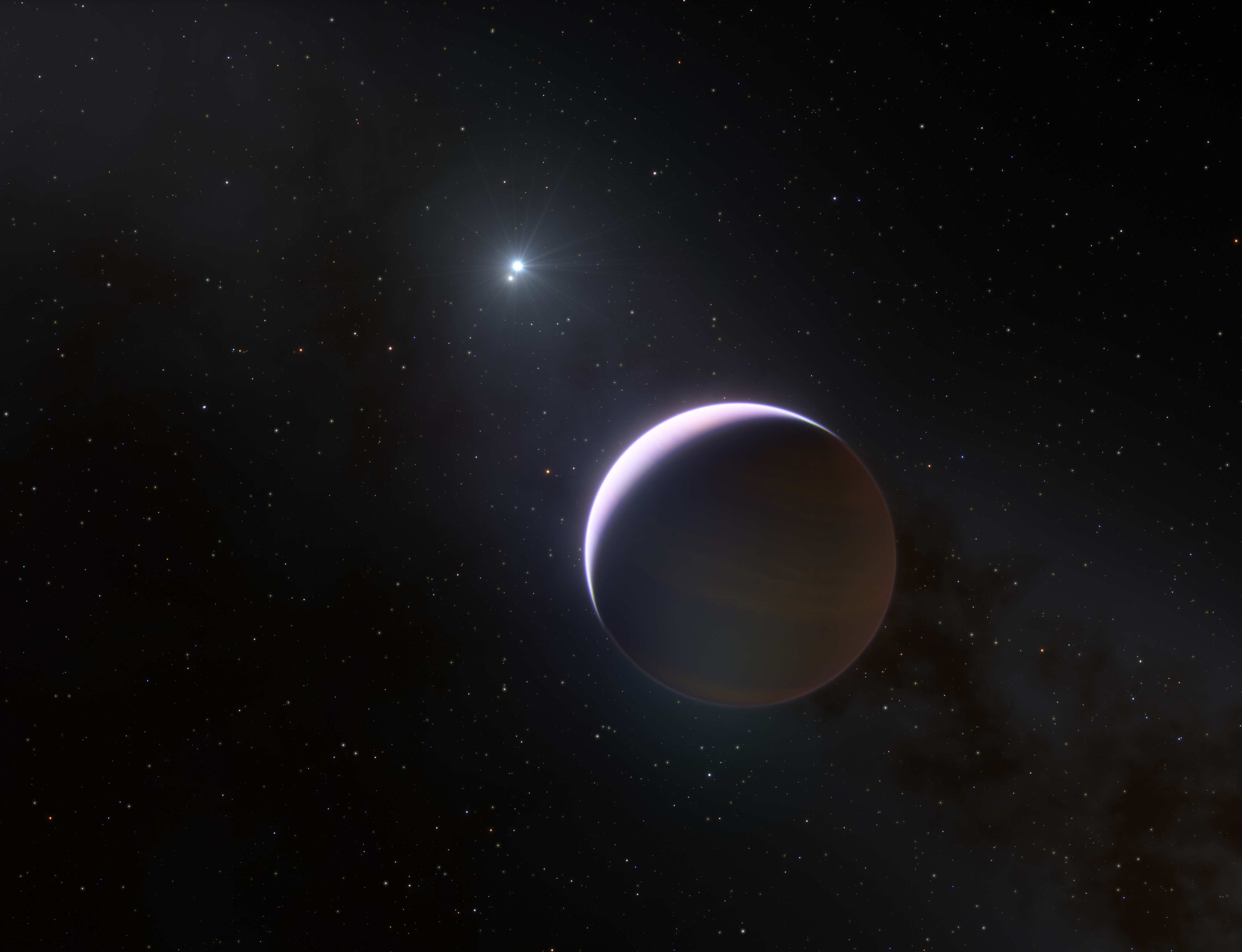
ケンタウルス座b星b（右）と主星のケンタウルス座b星系（左）の想像図

2021年、チリのパラナル天文台にある超大型望遠鏡VLTに搭載されている観測装置SPHEREを用いた直接撮像法での観測で、ケンタウルス座b星の周囲を公転している大質量の太陽系外惑星がストックホルム大学の Markus Janson らによる研究チームによって発見された。この惑星は連星であるケンタウルス座b星A・Bの両者の周囲を公転している周連星惑星であるため、ケンタウルス座b星b（英語: b Centauri b、周連星惑星であることも踏まえてケンタウルス座b星(AB)bとも）と命名された。質量は木星の約11倍で、主星から556 au（約832億 km）離れた軌道を最長で7,170年、最短でも2,650年かけて公転している。ケンタウルス座b星bの発見後に行われたケンタウルス座b星系のアーカイブ画像の調査から、発見の20年以上前にラ・シヤ天文台の口径3.6 m望遠鏡によって撮影された画像にも写っていたことが判明している。
ケンタウルス座b星ほど質量が大きく表面が高温な恒星は強い紫外線やX線などを放射するため、形成時に周囲に残る円盤内のガスや塵が太陽程度の質量を持つ恒星よりも早く消失するとされているので、これまで太陽の3倍以上の質量を持つ恒星が大質量の巨大ガス惑星を持つことはない、もしくは稀であるとされてきた。実際に、ケンタウルス座b星bが発見されるまではB型主系列星を公転していることが確実な太陽系外惑星は存在しておらず、一つ下の分類となるA型主系列星を公転している太陽系外惑星もわずか約30個程度しか知られていない。ケンタウルス座b星bと同じようにとても大きな軌道を持つ周連星惑星としてHD 106906 bが知られているが、その主星HD 106906系の合計質量は太陽の2.7倍程度である。このケンタウルス座b星bの発見により、以前まで考えられていたよりもはるかに質量が大きな主星であっても惑星が存在しうる可能性が示され、惑星がどのような過程を経て形成されたのかを明らかにできることが期待されている。
| 名称 （恒星に近い順） | 質量          | 軌道長半径 （天文単位） | 公転周期 (年) | 軌道離心率 | 軌道傾斜角 | 半径 |
| --------------------- | ------------- | ----------------------- | ------------- | ---------- | ---------- | ---- |
| b                     | 10.9 ± 1.6 MJ | 556 ± 17                | 2,650 - 7,170 | <0.40      | 128 - 157° | —    |